# Adelheid Kleineidam
Adelheid Kleineidam (* 1966 in Berlin) ist eine deutsche Schauspielerin.

## Leben
Adelheid Kleineidam erhielt in ihrer künstlerischen Ausbildung Tanzunterricht an der Hochschule der Künste (HdK) und bei der Tanzschule „TanzTangente“ in Berlin. Von 1986 bis 1989 absolvierte sie ihr Schauspielstudium an der Fritz-Kirchhoff-Schule in Berlin.
Theaterengagements hatte sie zu Beginn ihrer Laufbahn als Schauspielerin u. a. am Contra-Kreis-Theater in Bonn (Saison 1989/90), am Theater Oberhausen (1990, in Was ihr wollt) und am Theater Wilhelmshaven (1991). Von 1992 bis 1996 spielte sie am Berliner GRIPS-Theater in dem Stück Ab heute heißt du Sara (nach der Autobiografie »Ich trug den gelben Stern« von Inge Deutschkron) und in dem Musical Linie 1. Ab 1997 arbeitete Kleineidam dann schwerpunktmäßig für Film und Fernsehen.
Auf der Bühne trat mit Kleineidam in der Folgezeit hauptsächlich mit eigenen Lyrik- und Chansonprogrammen hervor, u. a. mit Lyrik von Mascha Kaleko. Sie gastierte mit ihren Programmen mehrfach im Literaturhaus Berlin. Von 2009 bis 2011 trat sie mit ihrem Programm »Ich suche deine Sterne .....Lyrik und Love Songs« in der Freilichtbühne Spandau auf. Anfang 2016 übernahm sie, gemeinsam mit Nadine Schori und Katharina Zapatka, am Berliner Renaissance-Theater eine der Hauptrollen in der Uraufführung des von den drei Darstellerinnen gemeinsam entwickelten musikalischen Theaterstücks Schlaflos in Berlin; weitere Aufführungen fanden im Dezember 2017 statt.
Im Fernsehen hatte sie seit Ende der 1990er Jahre durchgehende und wiederkehrende Serienrollen u. a. in Wolffs Revier (1998–2000, als Gerichtsmedizinerin Dr. Schirmer), Im Namen des Gesetzes (1999–2004, als Rechtsanwältin Rasch), Schloss Einstein (2003–2006, als Katrin Koslowski, Frisörin mit eigenem Friseursalon in Seelitz und Mutter des Schülers Sven Koslowski) und Tierärztin Dr. Mertens (2006–2007, als Rechtsanwältin Dr. Loeser).
Im Fernsehkrimi Bella Block: Der Fahrgast und das Mädchen (Erstausstrahlung: Februar 2012) war sie Jutta Winter, die Mutter eines jungen, an einer Schießerei beteiligten Mädchens (Liv Lisa Fries). In der ZDF-Fernsehreihe Stralsund spielte sie in der Episode Es ist nie vorbei (Erstausstrahlung: Oktober 2015) an der Seite von Herbert Trattnigg die Wirtin Judith Gromek, die Ehefrau eines Gastwirts, dem sexueller Missbrauch einer Minderjährigen vorgeworfen wird.
In dem Spielfilm Lost in the Living (2015), ein von dem irischen Regisseur Robert Manson in englischer Sprache gedrehter Berlin-Film, hatte sie eine Nebenrolle als Barbara; sie verkörperte die im Berliner Umland lebende Mutter der weiblichen Hauptfigur Sabine (Aylin Tezel).
Regelmäßig ist Kleineidam im Fernsehen als Seriendarstellerin zu sehen. Sie hatte u. a. Episodenrollen in Für alle Fälle Stefanie (1997, als überfallene Taxifahrerin), Dr. Sommerfeld – Neues vom Bülowbogen (1997, als Patientin und überforderte alleinerziehende Mutter), Die Wache (2004, als Mutter einer Nachwuchssängerin), In aller Freundschaft (2007, als viel beschäftigte Karrierefrau, an der Seite von Otto Mellies), SOKO Wismar (2008, als tatverdächtige Geschäftsführerin einer Glasmacherei und langjährige Freundin von Kriminalkommissar Jan-Hinrich Reuter), Heiter bis tödlich: Akte Ex (2012, als Mutter eines erfolgreichen Kanuten), Letzte Spur Berlin (2013, als Sekretärin eines erfolgreichen Scheidungsanwalts), SOKO Leipzig (2015, als Psychologin und Mutter eines psychisch kranken Sohns, mit Petra Kleinert als Partnerin) und Familie Dr. Kleist (2018, als Krebspatientin Frau Marowsky).
In der TV-Serie In aller Freundschaft – Die Krankenschwestern (2018) spielte sie eine Episodenhauptrolle als Patientin mit Endometriose, die ihrer Tochter unbedingt eine Karriere als Opernsängerin ermöglichen will. In der 16. Staffel der ZDF-Serie SOKO Wismar (2019) war sie als tatverdächtige medizinische Leiterin einer Kurklinik zu sehen.
Seit 2019 gehört Kleineidam als „Spätkauf“-Inhaberin Gabi Hertz zur Stammbesetzung der Fernsehreihe Die Drei von der Müllabfuhr auf Das Erste. In der 7. Staffel der ZDF-Serie Bettys Diagnose (2021) übernahm sie eine der Episodenhauptrollen als besorgte Schwester einer nach einem Schlaganfall halbseitig gelähmten Patientin. In der 2. Staffel der Serie WaPo Berlin (2021) spielte sie eine der Episodenhauptrollen als tatverdächtige Erste Vorsitzende einer Berliner Kleingartenkolonie. In der Inga-Lindström-Verfilmung Hochzeitsfieber (Erstausstrahlung: Oktober 2021) spielte sie als Hotelbesitzerin Victoria eine der Hauptrollen an der Seite von Jonas Minthe und Thomas Limpinsel.
Adelheid Kleineidam arbeitet auch als Sprecherin für Hörspiele, Hörbücher, als Rezitatorin sowie als Kommunikationstrainerin. Sie lebt in Berlin.

## Filmografie (Auswahl)
- 1997: Für alle Fälle Stefanie: Schwerer Verdacht (Fernsehserie, eine Folge)
- 1997: Dr. Sommerfeld – Neues vom Bülowbogen: Für ein Stück vom Glück (Fernsehserie, eine Folge)
- 1998: Der letzte Zeuge: Die Nacht, in der ein Toter stirbt (Fernsehserie, eine Folge)
- 1998–2000: Wolffs Revier (Fernsehserie; Serienrolle)
- 1999: Liebe ist stärker als der Tod (Fernsehfilm)
- 1999–2004: Im Namen des Gesetzes (Fernsehserie; Serienrolle)
- 2001: Der Landarzt: Mann über Bord (Fernsehserie, eine Folge)
- 2002: Ritas Welt: Frau Schumann (Fernsehserie, eine Folge)
- 2003–2006: Schloss Einstein (Fernsehserie; Serienrolle)
- 2004: Die Wache: Der Krieg der Sternchen (Fernsehserie, eine Folge)
- 2004: girl friends – Freundschaft mit Herz: Familiengefühle (Fernsehserie, eine Folge)
- 2006: Die Liebe kommt selten allein (Fernsehfilm)
- 2006–2007: Tierärztin Dr. Mertens (Fernsehserie; Serienrolle)
- 2007: In aller Freundschaft: Alter schützt vor Torheit nicht (Fernsehserie, eine Folge)
- 2008: Mein Schüler, seine Mutter & ich (Fernsehfilm)
- 2008: SOKO Wismar: Zerbrochenes Glas (Fernsehserie, eine Folge)
- 2008: SOKO Köln: Zimmer mit Leiche (Fernsehserie, eine Folge)
- 2008: Wenn wir uns begegnen (Fernsehfilm)
- 2010: Notruf Hafenkante: Der Preis des Glücks (Fernsehserie, eine Folge)
- 2011: Großstadtrevier: Freifahrt (Fernsehserie, eine Folge)
- 2012: Bella Block: Der Fahrgast und das Mädchen (Fernsehreihe)
- 2012: Tod einer Polizistin (Fernsehfilm)
- 2012: Heiter bis tödlich: Akte Ex: Fernweh (Fernsehserie, eine Folge)
- 2013: Letzte Spur Berlin: Wunschbild (Fernsehserie, eine Folge)
- 2015: SOKO Leipzig (Fernsehserie, zwei Folgen)
- 2015: Lost in the Living (Kinofilm)
- 2015: Stralsund: Es ist nie vorbei (Fernsehreihe)
- 2017: Liebe am Fjord: Das Alter der Erde (Fernsehreihe)
- 2018: Familie Dr. Kleist: Aus heiterem Himmel (Fernsehserie, eine Folge)
- 2018: Praxis mit Meerblick – Der Prozess (Fernsehreihe)
- 2018: In aller Freundschaft – Die Krankenschwestern: Lügen und Geständnisse (Fernsehserie, eine Folge)
- 2019: SOKO Wismar: Fango in Finkenhausen (Fernsehserie, eine Folge)
- 2019: SOKO Köln: Kuckuckskinder (Fernsehserie, eine Folge)
- 2019: Die Drei von der Müllabfuhr – Dörte muss weg (Fernsehreihe)
- 2019: Die Drei von der Müllabfuhr – Baby an Bord (Fernsehreihe)
- 2020: Käthe und ich: Zurück ins Leben
- 2020: Die Drei von der Müllabfuhr – Mission Zukunft (Fernsehreihe)
- 2020: Die Drei von der Müllabfuhr – Kassensturz (Fernsehreihe)
- 2021: Bettys Diagnose: Herzschmerzen (Fernsehserie, eine Folge)
- 2021: WaPo Berlin: Laubenpieper (Fernsehserie, eine Folge)
- 2021: Die Drei von der Müllabfuhr – Die Streunerin (Fernsehreihe)
- 2021: Die Drei von der Müllabfuhr – Operation Miethai (Fernsehreihe)
- 2021: Inga Lindström: Hochzeitsfieber (Fernsehreihe)
- 2022: Die Drei von der Müllabfuhr – Zu gut für die Tonne (Fernsehreihe)
- 2022: Die Drei von der Müllabfuhr – (K)eine saubere Sache (Fernsehreihe)
- 2023: Die Drei von der Müllabfuhr – Altlasten (Fernsehreihe)
- 2025: Die Drei von der Müllabfuhr – Der Neue (Fernsehreihe)
- 2025: Die Drei von der Müllabfuhr – Schutzgeld (Fernsehreihe)